# My Boy Lollipop
My Boy Lollipop ist ein durch Millie Small 1964 bekanntgewordener Song, der als erster kommerzieller Hit des Ska gilt und mit über sechs Millionen verkauften Exemplaren eine der erfolgreichsten Singles dieses Musikstils ist.

## Entstehung
Das auch heute noch weitgehend unbekannte Original stammt aus dem Jahr 1956 von der damals 17-jährigen Sängerin Barbie Gaye, die den Rhythm-&-Blues-Titel My Boy Lollypop / Say You Understand (die Schreibweise des Originaltitels enthielt ein „y“) auf dem gerade gegründeten unbedeutenden Plattenlabel DARL Records (#1002) gesungen hatte. Der textlich simple Song über die Liebe zu einem Jungen konnte sich in keiner der offiziellen Musikcharts platzieren, sondern wurde lediglich im November 1956 auf dem letzten Rang 25 der Radiostation WINS in New York City in einer vom bekannten Radio-DJ Alan Freed zusammengestellten Hitparade gelistet.
Komponiert wurde der Song wahrscheinlich von Bobby Spencer, zu jener Zeit Mitglied der Doo-Wop-Formation Harptones, und deren Manager Johnny Roberts. Diese Namen stehen auch auf dem Original-Label. Später behauptete der Plattenmogul Morris Levy jedoch, Bobby Spencer wäre ein Pseudonym, unter dem er den Song selbst komponiert habe. Johnny Roberts wurde deshalb nicht mehr als Komponist geführt, sondern nach 1964 durch Morris Levys Name ersetzt.

## Hitversion

Millie Small – My Boy Lollipop (Großbritannien)

Der britische Plattenproduzent Robert Blackwell brachte die Jamaikanerin Millicent „Millie“ Small und den Gitarristen Ernest Ranglin im Juli 1963 nach London. Beide waren im Katalog von Island Records vertreten, die seinem Bruder Chris Blackwell gehörte. Die 17-jährige Millie Small hatte in ihrer Heimat einen Talentwettbewerb gewonnen und war 1962 durch einen lokalen Nummer-eins-Hit auf Jamaika bekanntgeworden.
Blackwell stieß auf den vergessenen Titel von Barbie Gaye. Im Januar 1964 wurde Jimmy Powells Band Five Dimensions beauftragt, die instrumentale Begleitung während der Aufnahme zu übernehmen. Sie stand unter musikalischer Leitung des Jamaikaners Ernest Ranglin, der sich seit dem 8. Dezember 1963 auf einer England-Tournee befand und während der Aufnahme auch Gitarre spielte. Die weitere Besetzung ist jedoch in der Fachwelt umstritten. Das beginnt mit Harmonika-Spieler Peter Hogman, der den Instrumentalpart gespielt hatte, wie Bob Marley in seiner Autobiografie bestätigte. Der oft erwähnte Rod Stewart hat seine Mitwirkung stets verneint, während Millie Small 2016 erklärte, sie könne sich genau an die gemeinsamen Aufnahmen mit Stewart erinnern.
Die weitere Besetzung rekrutierte sich aus dem Kern von Jimmy Powells Five Dimensions, nämlich Rod Goodwin (Gitarre), Tony Lucas (Bass), Alan Shepherd (Saxophon) und Tom „Duke“ Russell (Schlagzeug). Hinzu kam Pete Peterson (Trompete). Dass Jon Hiseman – der später in der Graham Bond Organization und Colosseum spielte – am Schlagzeug gesessen haben soll, ist eher unwahrscheinlich.
Ranglin arrangierte mit dieser Formation eine im Ska-Beat gehaltene Coverversion des Originals. Produziert von Chris Blackwell in den Londoner Olympic Studios wurde My Boy Lollipop / Something’s Gotta Be Done im März 1964 (Fontana TF #449) zunächst in Großbritannien veröffentlicht. Fontana hatte den Titel in Lizenz von Island Records übernommen. Am 12. März 1964 kam der Titel in die britischen Charts, wo er am 9. Mai für zwei Wochen auf Rang zwei blieb. Die Platte erzielte hier einen Umsatz von 600.000 Stück, in den USA (ebenfalls auf Rang zwei notiert) wurden innerhalb von fünf Wochen 500.000 Singles verkauft, insgesamt wurden weltweit zwischen 6 und 7 Millionen Exemplare umgesetzt.
Im Juni 1964 kam Millies englischsprachige Version in die deutschen Charts, wo sie einen fünften Rang belegte. Millie konnte ihrem Millionenseller keinen Hit mehr nachschieben, so dass My Boy Lollipop zu den One-Hit-Wondern gehört.

## Coverversionen
BMI hat Johnnie B. Roberts, Robert Spencer und Morris Levy als Autoren registriert und verlieh dem Millionenseller einen BMI-Award. Insgesamt sind 31 Versionen dieses Titels registriert. Im Juli 1964 kam eine deutsche Version von Heidi Bachert unter dem gleichnamigen Titel mit einem Text von Kurt Hertha heraus (Polydor #52 348), die bis Platz 32 vordrang. Maggie Mae hat im August 1974 Rang 17 hiermit belegen können und erreichte im Oktober desselben Jahres Platz 1 in der ZDF-Hitparade.